# Hays (Texas)
Hays è un centro abitato degli Stati Uniti d'America situato nella contea di Hays dello Stato del Texas.
La popolazione era di 217 persone al censimento del 2010.

## Geografia fisica
Hays è situata a 30°07′03″N 97°52′28″W (30.117364, -97.874564), 13 miglia (21 km) a sud ovest di Austin.
Secondo lo United States Census Bureau, ha un'area totale di 0,2 miglia quadrate (0,52 km²).

## Società

### Evoluzione demografica
Secondo il censimento del 2000, c'erano 233 persone, 88 nuclei familiari e 73 famiglie residenti nella città. La densità di popolazione era di 1.346,1 persone per miglio quadrato (529,2/km²). C'erano 88 unità abitative a una densità media di 508,4 per miglio quadrato (199,9/km²). La composizione etnica della città era formata dal 91,42% di bianchi, l'1,72% di afroamericani, lo 0,43% di asiatici, il 6,01% di altre razze, e lo 0,43% di due o più etnie. Ispanici o latinos di qualunque razza erano l'8,15% della popolazione.
C'erano 88 nuclei familiari di cui il 30,7% aveva figli di età inferiore ai 18 anni, il 62,5% aveva coppie sposate conviventi, il 14,8% aveva un capofamiglia femmina senza marito, e il 17,0% erano non-famiglie. Il 12,5% di tutti i nuclei familiari erano individuali e il 3,4% aveva componenti con un'età di 65 anni o più che vivevano da soli. Il numero di componenti medio di un nucleo familiare era di 2,65 e quello di una famiglia era di 2,79.
La popolazione era composta dal 19,7% di persone sotto i 18 anni, il 7,3% di persone dai 18 ai 24 anni, il 24,0% di persone dai 25 ai 44 anni, il 37,3% di persone dai 45 ai 64 anni, e l'11,6% di persone di 65 anni o più. L'età media era di 44 anni. Per ogni 100 femmine c'erano 89,4 maschi. Per ogni 100 femmine dai 18 anni in giù, c'erano 94,8 maschi.
Il reddito medio di un nucleo familiare era di 51.250 dollari e quello di una famiglia era di 53.542 dollari. I maschi avevano un reddito medio di 40.313 dollari contro i 33.333 dollari delle femmine. Il reddito pro capite era di 25.234 dollari. Nessuna delle famiglie e il 2,7% della popolazione vivevano sotto la soglia di povertà, incluso il 13,6% di persone sopra i 64 anni.